# Mistrzostwa Europy w Pływaniu 1927 – 4 × 200 m stylem dowolnym mężczyzn
Sztafeta pływacka 4 × 200 metrów stylem dowolnym mężczyzn była jedną z konkurencji pływackich rozgrywanych na Mistrzostwach Europy w Pływaniu w Bolonii. Znane są jedynie wyniki wyścigu finałowego. Złoto zdobyła ekipa Republiki Weimarskiej, broniąc tym samym tytuł mistrzowski z Budapesztu z 1926 roku. Srebro zdobyła ekipa Szwecji, a brązowy medal trafił do obrońców tytułu wicemistrzowskiego, Węgrów. Składy trzech z sześciu ekip z wyścigu finałowego nie są znane.

## Finał
| Miejsce | Zawodnicy                                                                                  | Czas    |
| ------- | ------------------------------------------------------------------------------------------ | ------- |
| 1       | Rzesza Niemiecka: · August Heitmann, Joachim Rademacher, Friedel Berges, Herbert Heinrich) | 9:49,6  |
| 2       | Szwecja: · (Åke Borg, Aulo Gustafsson, Eskil Lundahl, Arne Borg)                           | 9:52,0  |
| 3       | Węgry: · (Géza Szigritz, Rezső Wanié, András Wanié, István Bárány)                         | 10:36,0 |
| 4       | Włochy: · (skład drużyny nie jest znany)                                                   | b. d.   |
| 5       | Czechosłowacja: (skład drużyny nie jest znany)                                             | b. d.   |
| 6       | Belgia: · (skład drużyny nie jest znany)                                                   | b. d.   |